# 불가사리 3
《불가사리 3》(영어: Tremors 3: Back to Perfection)은 미국에서 제작된 브렌트 매덕 감독의 2001년 공포 괴수 비디오 영화이다. 《불가사리 2》(1995) 속편이며, 마이클 그로스, 샬럿 스튜어트, 아리애나 리처즈, 토니 제나로, 로버트 제인이 1편 《불가사리》(1990)에서 맡았던 역을 다시 연기했다. 낸시 로버츠 등이 제작에 참여하였다. 2001년 프리퀄 《불가사리 4》가 출시되었다.

## 출연
- 마이클 그로스 - 버트 거머 역
- 숀 크리스천 - 잭 소여 역
- 수전 촹 - 조디 창 역
- 샬럿 스튜어트 - 낸시 스턴굿 역
- 아리애나 리처즈 - 민디 스턴굿 역
- 토니 제나로 - 미겔 역
- 배리 리빙스턴 - 앤드루 멀리스 박사 역
- 존 퍼퍼스 - 찰리 러스크 요원 역
- 로버트 제인 - 멜빈 플러그 역
- 빌리 렉 - 뷰퍼드 역
- 톰 에버렛 - 프랭크 스태틀러 요원 역
- 메리 그로스 - 자녀를 둔 관광객 역

## 기타 제작진
- 총괄 제작: S.S. 윌슨
- 배역: 크레이그 캠포바소
- 미술: 켄 라슨
- 의상: 데비 샤인